# Castela depressa
Castela depressa är en bittervedsväxtart som beskrevs av Turp.. Castela depressa ingår i släktet Castela och familjen bittervedsväxter. Inga underarter finns listade i Catalogue of Life.